# 背叛社
背叛社（はいはんしゃ）は、日本のアナキスト学生組織。東京理科大学や法政大学に構成員がおり、機関紙『ACW叛戦』を発行。関連組織に叛戦攻撃委員会や黒色学生連盟があった。

## 概要
1966年10月19日に東京都田無市（現・西東京市）の日特金属工業を襲ったベトナム反戦直接行動委員会（ベ反委）の後身団体黒層社から、同団体中心メンバーの朝倉喬司らとの対立が要因で、1967年暮に分裂して成立。結成当初の構成員は30数人で、中心人物は東京理科大学の学生和田俊一であった。1968年5月1日、代々木公園で日本共産党系の労働組合員や学生に暴力を振るい、同年6月29日には東京都渋谷区の日本共産党本部に2発の火炎瓶攻撃を行った。
同年6月頃から火炎瓶や爆弾を試作し、深夜に使用テストを繰り返していたが、同年10月6日、アジトとして牧田吉明が借り和田に又貸ししていた東京都新宿区上落合のアパートで爆弾製造中に爆発事故が発生（背叛社事件）。これにより構成員3名が負傷し、警察の家宅捜索を受け、関係者6名が逮捕された。同年12月14日、残党2名が警視庁本部庁舎に全裸で侵入してダイナマイト状の筒を振り回し「爆発するぞ」と叫ぶ事件を起こしている。この残党の片割れが牧田吉明その人であった。
その後、背叛社事件の公判にて、和田が警視庁公安第一課の警部補と巡査部長から同課長補佐の決裁による現金を渡されて背叛社の内部情報を提供すると共に、「共産党本部だけでなく自民党と公明党の本部も襲撃したらどうか。そうすれば治安立法がしやすくなる」と指示されたことを暴露し、国会で問題となった。一方、この件に関しては朝倉喬司は「（公安に情報を売るのも）革命に持っていくための一つの戦略だという話」だった、と回顧している。